# 篠崎あやと
篠崎 あやと（しのざき あやと）は、日本のソングライター、編曲家、DJ。株式会社TOKYO LOGIC所属。Massive New KrewのJavelinによる変名。ロックバンド・ヒゲドライVANのメンバー。
2020年8月4日、自身が作曲編曲を務めた楽曲「お願いマッスル」のMVが1億再生を突破。
寿司さんという別名義を持つ。

## 主な提供楽曲

### アニメ
- 「キスミーだぁりん♡」（作詞・作曲・編曲）「モンスター娘のいる日常」キャラクターソング
- 「トモダチ」（作詞・作曲・編曲）「蒼き鋼のアルペジオ」キャラクターソング
- 「いつもおおきにまいどあり☆ほんでいつもホンマにありがとさん!!」（作詞・作曲・編曲）「Valkyrie Drive -Mermaid」ED/CW
- 「バババ♡バージンロード」（作詞・作曲・編曲）「Valkyrie Drive -Mermaid」キャラクターソング
- 「ビビビーチ♡ビビビビーチ!」（作詞・作曲・編曲）「Show By Rock!!」クリティクリスタキャラクターソング
- 「Wishing」（編曲）「Re:ゼロから始める異世界生活」第18話EDテーマ
- 「DESTRUCTION」（作詞・作曲・編曲）「魔法少女育成計画」キャラクターソング
- 「魔法の歌」（編曲）「緋弾のアリア AA」イメージソング
- 「STEP by STEP UP↑↑↑↑」（作詞・作曲・編曲）「NEW GAME!!」OPテーマ
- 「にめんせい☆ウラオモテライフ!」（作詞・作曲・編曲、橘亮祐との合作）「干物妹!うまるちゃんR」OPテーマ
- 「イケナイ♡ラブ」（作詞・作曲・編曲）「ヤリチン⭐︎ビッチ部」キャラクターソング
- 「1st Stage クリヤー⭐︎」（作詞・作曲・編曲）「三ツ星カラーズ」キャラクターソング
- 「やっぱりみゃー姉なんばーわん」（作詞・作曲・編曲）「私に天使が舞い降りた!」キャラクターソング
- 「Two of Us」（作詞・作曲・編曲）「異世界チート魔術師」ED/CW
- 「ジャンプアップ↑エール!!」（作詞・作曲・編曲）「アニマエール!」OPテーマ
- 「鎮魂の夜想曲」（編曲）「刀使ノ巫女」後期ED/CW
- 「Sayonara」（編曲）「ブギーポップは笑わない」第9話EDテーマ
- 「もっふもふ DE よいのじゃよ」（作詞・作曲・編曲）「世話やきキツネの仙狐さん」EDテーマ
- 「お願いマッスル」（作曲・編曲）「ダンベル何キロ持てる?」OPテーマ
- 「マッチョアネーム?」（作曲・編曲）「ダンベル何キロ持てる？」EDテーマ
- 「イこうぜ☆パラダイス」（作詞・作曲・編曲、橘亮祐との合作）「異種族レビュアーズ」OPテーマ
- 「ハナビラ音頭」（作詞・作曲・編曲、橘亮祐との合作）「異種族レビュアーズ」EDテーマ
- 「Realize」（作詞・作曲・編曲、橘亮祐との合作）「Re:ゼロから始める異世界生活 第2期」OPテーマ（歌唱:鈴木このみ）
- 「がんばれ!蜘蛛子さんのテーマ」（作曲・編曲、橘亮祐との合作）「蜘蛛ですが、なにか?」EDテーマ
- 「SHAKE!SHAKE!SHAKE!」（作詞・作曲・編曲、橘亮祐との合作）「怪病医ラムネ」OPテーマ
- 「WANDERFUL WORLD」（作詞：yura、作曲・編曲、橘亮祐との合作）「連盟空軍航空魔法音楽隊ルミナスウィッチーズ」OPテーマ
- 「わたしとみんなのうた」（作詞：yura、作曲・編曲、橘亮祐との合作）「連盟空軍航空魔法音楽隊ルミナスウィッチーズ」EDテーマ
- 「Darling in the Night」（作詞：烏屋茶房、作曲・編曲、橘亮祐との合作）「陰の実力者になりたくて!」EDテーマ
- 「ぴえヨンブートダンス」（作詞・作曲・編曲）【推しの子】劇中歌[注釈 1][4]
- 「ライブスタート」（作詞・作曲・編曲、橘亮祐との合作）「VTuberなんだが配信切り忘れたら伝説になってた」劇中歌
- 「Say What?」（作詞・作曲・編曲、橘亮祐との合作）「【推しの子】」
- 「最強王伝説～Be your sai-kyo-oh!～ feat.サンシャイン池崎」（寿司さん名義）（作詞・作曲・編曲、桃戸ハルとの合作）「最強王図鑑～The Ultimate Battles～」テーマソング

### ゲーム
- 「O-Ku-Ri-Mo-No Sunday!」（作曲・編曲）「アイドルマスター シンデレラガールズ スターライトステージ」（歌：久川凪、久川颯）
- 「にゃんばれ!にゃにゃにゃにゃ⭐︎にゃん生!」（作曲・編曲）「A3!」シロ&クロ曲
- 「ブルーバード・ハミング♪」（編曲）「あんさんぶるスターズ!」青葉つむぎソロ曲
- 「Bang Babang Bang!!!」（作詞・作曲・編曲）「イロドリミドリ」御形アリシアナ　キャラクターソング
- 「comic cosmic」（作曲・編曲）「アイドルマスター シンデレラガールズ スターライトステージ」
- 「印象」（作曲・編曲）「アイドルマスター シンデレラガールズ」
- 「Re:lation」（作詞・作曲・編曲）「プリンセスコネクト!Re:Dive｣ イベント『Re:ゼロから集まる異世界食卓』EDテーマ（歌：エミリア、レム、ラム）
- 「フェアリーテイルは夢の中」（作詞・作曲・編曲）「プリンセスコネクト!Re:Dive｣ ストーリーイベント『不思議の国のリノ 〜小さなアリスと希望の絵本〜』EDテーマ（歌：リノ）
- 「ミライノユメ」（作詞・作曲・編曲）「プリンセスコネクト!Re:Dive」ストーリーイベント『迎春ドリーマーズ！新春、あけましてお隕石（メテオ）！？』EDテーマ（歌：ハツネ）
- 「私色のプレリュード」（作曲・編曲）「アイドルマスター シンデレラガールズ スターライトステージ」（歌：水本ゆかり）
- 「Brand new!」（作曲・編曲）「アイドルマスター シンデレラガールズ スターライトステージ」（歌：辻野あかり、砂塚あきら、桐生つかさ）
- 「進め！マイウェイ！」（作詞・作曲・編曲、橘亮祐との合作）「オンゲキSUMMER PLUS」（歌：マーチングポケッツ）
- 「キミは"見ていたね"？」（作詞・作曲・編曲、橘亮祐との合作）「オンゲキR.E.D.」（歌：結城莉玖、東雲つむぎ）
- 「おかわり☆タイムリー」（烏屋茶房との共作曲、単独で編曲）「八月のシンデレラナイン」（歌：おいしいものクラブ[メンバー 1]）
- 「ピピカ・リリカ」（烏屋茶房との共作曲、単独で編曲）「アイドルマスター」（歌：高槻やよい）
- 「Or the Beautiful Golden Drop」（作曲・編曲　橘亮祐との合作）「あんさんぶるスターズ！！」（歌：Knights）
- 「SunnyTrip Summer」（作曲・編曲　橘亮祐との合作）「あんさんぶるスターズ！！」（歌：ALKALOID）

### 声優
- 「言の葉」（作詞・作曲・編曲）デビューシングル「叫べ」収録（歌:沼倉愛美）
- 「Good Day」（作詞・作曲・編曲）アルバム「My LIVE」収録（歌:沼倉愛美[5]）
- 「笹塚」（作曲・編曲）アルバム「Love Magic」収録（歌:山村響）
- 「EDEN」（作詞・作曲・編曲）シングル「 arcadia † paroniria」収録（歌: 喜多村英梨）
- 「はくちゅうむ」（作曲・編曲）田中あいみ[6]
- 「ゆれる」（作詞・作曲・編曲　橘亮祐と共作）東山奈央
- 「FLOWER」（作詞・作曲・編曲　橘亮祐と共作）東山奈央
- 「WELCOME,LADIES!!」（作詞・作曲・編曲　橘亮祐と共作） animate girls festival2019オフィシャルサポートソング （歌:あまさしお）)

### その他
- 「ちょ、ちょちょ、ちょ、ちょーこれいと!!」（作詞・作曲・編曲）空野青空2ndシングル
- 「3xザ・ライド」（作詞・作曲・編曲）空野青空3rdシングル
- 「My name is IDOL」（作曲・編曲）空野青空シングル
- 「下僕GEBOGEBO!!」（作詞・作曲・編曲）椎名ぴかりん[7]
- 「ぼくをしんじて」（編曲。作詞・作曲はYohio）インディーズ1stアルバム「EAT 'EM AND SMILE」収録（歌:篠崎愛）
- 「Day by Day,Step by Step」（作曲・編曲）「ツインエンジェルBreak」キャラクターソング
- 「にゃんばわん!ゼッタイ最強!」（作詞・作曲・編曲）クリティクリスタキャラクターソング
- 「Enchanting Melody」（作曲・編曲）RiOソロ・デビューシングル[8]
- 「鋼鉄の絆~we are the animate~」（作詞・作曲・編曲） えなこの○○ラジオテーマソングCD　OOps!! （歌:えなこ）
- ｢0×0＝∞‐インフィニート｣（作詞・作曲・編曲）infinit0 （cv千葉瑞己、田所陽向）1st mini album
- ｢アドレナリンKISS｣（作詞・作曲・編曲）infinit0（cv千葉瑞己、田所陽向） 1st mini album
- ｢Road to my honey!!｣（作詞・作曲） infinit0 御風呂庵 （cv千葉瑞己）ソロCDシングル
- 「太極伝奇〜約束〜」（作詞・作曲・編曲）「ツキウタ。」ステージ第10幕『太極伝奇』主題歌
- 「Diagnosis」（作詞・作曲・編曲）Identity V STAGE 舞台 第五人格　サバイバー編 主題歌 （歌:千葉瑞己）
- 「High & Low」（作詞・作曲・編曲）Identity V STAGE 舞台 第五人格 Ep2 主題歌）歌:千葉瑞己）
- 「3倍!Sun Shine!カーニバル」（作曲・編曲）にじさんじ 「SMASH The PAINT!!」収録 （歌:アンジュ・カトリーナ、戌亥とこ、リゼ・ヘルエスタ）
- 「プリンセス・モード!」（烏屋茶房との共編曲）「première fleurs」収録（歌:petit fleurs）
- 「ジャンピン!なっぷ!JAPAN!」（作曲・編曲）（歌:BANZAI JAPAN）
- 「ガチやべぇじゃん feat.ななもり。」（烏屋茶房との共作曲・編曲[9]）P丸様。「Sunny!!」収録[10]
- 「Are You Ready?」（橘亮祐との共作曲・共編曲[11]）すとぷり「Are You Ready?」収録[11]
- 「独往」（作曲・編曲）「総理倶楽部 声劇円盤〜歌曲を添えて〜」収録（歌:駒田航）